# Нужно убить Секала
Нужно убить Секала (чеш. Je třeba zabít Sekala, пол. Zabić Sekala) — фильм режиссёра Владимира Михалека 1998 года. Фильм снимался в Варвазове.
Чехия подавала заявку на то, чтобы фильм был представлен на 71-й премию Оскар в номинации Лучший фильм на иностранном языке, но заявка не была принята в качестве номинанта.

## Сюжет
Действие фильма происходит во время Второй мировой войны в 1943 году в небольшом селении в Моравии, в долине Гана.
В деревне бесчинствует недавно вернувшийся Иван Секал, который жил здесь когда-то. Незаконнорожденный сын, брошенный отцом, он в течение многих лет терпел издевательства жителей селения, которые в нём, «ублюдке», видели напоминание о своих собственных грехах. В 1930-х годах он принимал участие в гражданской войне в Испании на стороне коммунистов (этот факт он тщательно скрывает), теперь перешёл на сторону нацистов.
С помощью немцев Секал рассчитывает отомстить за годы унижений. Он регулярно доносит на «господарей» селения, и после его доноса (как правило, ложного) человек может в лучшем случае лишиться своих владений, а в худшем — попасть в концлагерь и там погибнуть (так уже случилось с одним из односельчан Секала). Используя своё положение, Секал по очереди начинает отбирать земли у тех, кто его унижал, а в случае сопротивления отдает их немцам на смерть.
Испуганные жители составляют план убийства Секала, чтобы, наконец, избавиться от него. В качестве орудия мести они выбирают скрывающегося от гестапо кузнеца Юру Барана. При этом ведут себя «порядочные» люди едва ли не хуже «ублюдка» Секала…

## В ролях
- Богуслав Линда — Иван Секал
- Олаф Любашенко — Юра Баран
- Иржи Бартошка — Флора, священник
- Агнешка Ситек — Агнешка
- Власта Храмостова — Мари
- Людо Циттель — Запрдек
- Мартин Ситта — молодой Оберва
- Йиржи Голый — старый Оберва
- Милан Риехс — староста
- Антон Шулик — Вчелный
- Богуслав Личман — Сегналек
- Густав Незвал — Штверак
- Густав Вондрачек — Отагал
- Петра Лустигова — девка

## Съёмочная группа
- Режиссёр: Владимир Михалек
- Сценарист: Иржи Кржижан
- Оператор: Мартин Штрба
- Композитор: Михал Лоренц
- Продюсеры: Дариуш Яблонский, Ярослав Боучек
- Художник по костюмам: Мона Хафсал

## Награды
Международный фестиваль в Карловых Варах 1998
- Приз экуменического жюри
- Награда за лучшую мужскую роль — Олаф Любашен

23-й Фестиваль польских художественных фильмов в Гдыне
- Приз за сценарий — Иржи Кржижан

Чешский львы 1998
- Награда журналистов — Vladimír Michálek
- Лучший фильм — Ярослав Bouček
- Лучший режиссер — Vladimír Michálek
- Лучший сценарий — Иржи Кржижан
- Лучшая операторская работа — Мартин Штрба
- Лучшая работа художника — Иржи Штернвальд
- Лучшая музыка — Михал Лоренц
- Лучший звук — Радим Гладик
- Лучший монтаж — Иржи Брожек
- Лучший актер — Олаф Любашенко
- Лучшая актриса второго плана — Агнешка Ситек

Вторая церемония вручения орлов
- Лучший сценарий — Иржи Кржижан
- Лучший актер — Олаф Любашенко
- Лучший продюсер — Дариуш Яблонский